# Muscle scalène
Les muscles scalènes (musculus scalenus en latin) sont trois muscles cervicaux  antérieurs et latéraux du cou :
- Le muscle scalène antérieur,
- Le muscle scalène moyen,
- Le muscle scalène postérieur.

Il existe également de façon inconstante le muscle petit scalène.

## Action
Les muscles scalènes sont :
- élévateurs des 2 premières côtes en prenant appui sur le cou, ils sont donc inspirateurs ;
- rotateurs ;
- inclinateurs homo-latéraux ;
- légèrement fléchisseurs du cou.

En prenant appui sur les côtes, ils stabilisent le rachis cervical notamment lors du port d'un fardeau sur la tête.

## Remarque
Les scalènes sont disposés en deux-plans : l'antérieur en avant, les deux autres en arrière. Ils délimitent ainsi avec les côtes
le triangle interscalénique par où passent les branches du plexus brachial et l'artère sous-clavière.

## Galerie

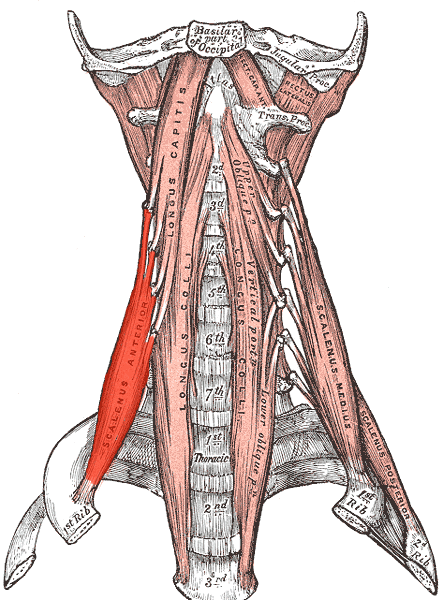
le muscle scalène antérieur.
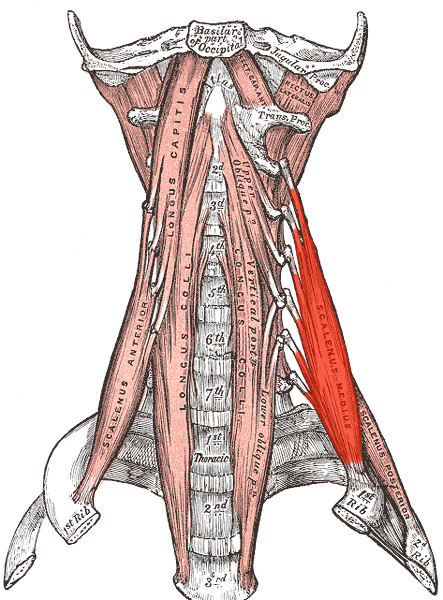
le muscle scalène moyen.
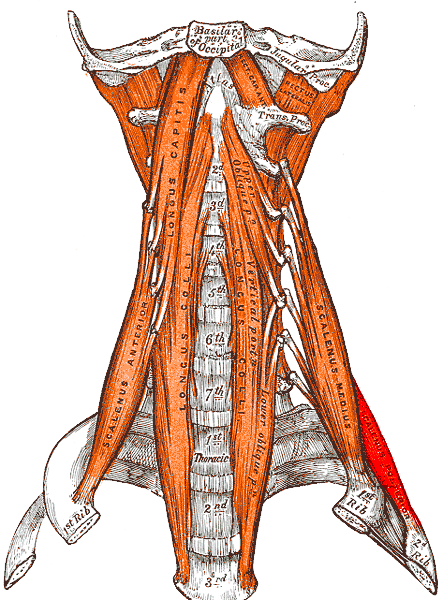
le muscle scalène postérieur.